# Elecciones municipales de Piura de 2006
Las elecciones municipales de Piura de 2006 se llevaron a cabo el 19 de noviembre de 2006 para elegir al alcalde y al Concejo Provincial de Piura para el periodo 2007-2010. La elección se celebró simultáneamente con elecciones regionales y municipales (provinciales y distritales) en todo el Perú.

## Sistema electoral
La Municipalidad Provincial de Piura es el órgano administrativo y de gobierno de la provincia de Piura. Está compuesta por el alcalde y el Concejo Provincial.
La votación del alcalde y el concejo se realiza en base al sufragio universal, que comprende a todos los ciudadanos nacionales mayores de dieciocho años, empadronados y residentes en la provincia de Piura y en pleno goce de sus derechos políticos, así como a los ciudadanos no nacionales residentes y empadronados en la provincia de Piura.
El Concejo Provincial de Piura está compuesto por 15 regidores elegidos por sufragio directo para un período de cuatro (4) años, en forma conjunta con la elección del alcalde (quien lo preside). La votación es por lista cerrada y bloqueada. Se asigna a la lista ganadora los escaños según el método d'Hondt o la mitad más uno, lo que más le favorezca.

## Composición del Concejo Provincial de Piura
La siguiente tabla muestra la composición del Concejo Provincial de Piura antes de las elecciones.
| Partidos | Partidos                 | Regidores |
| -------- | ------------------------ | --------- |
|          | Partido Aprista Peruano  | 9         |
|          | Alianza para el Progreso | 2         |
|          | Fuerza Democrática       | 2         |
|          | Perú Posible             | 1         |
|          | Unidad Nacional          | 1         |

## Partidos y candidatos
A continuación se muestra una lista de los principales partidos y alianzas electorales que participaron en las elecciones:
| Candidatura | Candidatura   | Partidos y alianzas                                                                        | Candidatos | Candidatos               | Ideología                                                          | Resultado previo | Resultado previo | Ref. |
| Candidatura | Candidatura   | Partidos y alianzas                                                                        | Candidatos | Candidatos               | Ideología                                                          | Votos (%)        | Reg.             | Ref. |
| ----------- | ------------- | ------------------------------------------------------------------------------------------ | ---------- | ------------------------ | ------------------------------------------------------------------ | ---------------- | ---------------- | ---- |
|             | APRA          | Lista - Partido Aprista Peruano (APRA)                                                     |            | Luis Ortíz Granda        | Aprismo                                                            | 27.20%           | 9                |      |
|             | APP           | Lista - Alianza para el Progreso (APP)                                                     |            | Wilson Abad Flores       | Liberalismo económico Conservadurismo liberal Populismo de derecha | 18.56%           | 2                |      |
|             | UN            | Lista - Unidad Nacional (UN) – Partido Popular Cristiano (PPC) – Solidaridad Nacional (SN) |            | Santos Zurita Peña       | Democracia cristiana Conservadurismo Neoliberalismo                | 7.31%            | 1                |      |
|             | SP            | Lista - Somos Perú (SP)                                                                    |            | Manuel Adrianzén de Lama | Democracia cristiana Conservadurismo social                        | 7.21%            | 0                |      |
|             | AP            | Lista - Acción Popular (AP)                                                                |            | Meli Rodríguez Saavedra  | Humanismo Nacionalismo cívico Reformismo                           | 7.05%            | 0                |      |
|             | UPP           | Lista - Unión por el Perú (UPP)                                                            |            | Máximo Gutiérrez Tudela  | Nacionalismo de izquierda Socialdemocracia                         | 0.55%            | 0                |      |
|             | Sí Cumple     | Lista - Agrupación Independiente Sí Cumple (Sí Cumple)                                     |            | Jaime Cuglievan Trint    | Fujimorismo Populismo de derecha                                   | Nuevo            | Nuevo            |      |
|             | PNP           | Lista - Partido Nacionalista Peruano (PNP)                                                 |            | Norma Ordinola Ipanaqué  | Socialismo democrático Nacionalismo de izquierda                   | Nuevo            | Nuevo            |      |
|             | Obras + Obras | Lista - Movimiento Regional Obras + Obras (Obras + Obras)                                  |            | José Aguilar Santisteban | Regionalismo piurano                                               | Nuevo            | Nuevo            |      |
|             | MODELO        | Lista - Movimiento de Desarrollo Local (MODELO)                                            |            | Franklin More Espinoza   | Regionalismo piurano                                               | Nuevo            | Nuevo            |      |

## Resultados

### Sumario general
| |                                                   |              |              |              |           |           |  |  |
| Partidos y coaliciones | Partidos y coaliciones                            | Voto popular | Voto popular | Voto popular | Regidores | Regidores |  |  |
| Partidos y coaliciones | Partidos y coaliciones                            | Votos        | %            | ±pp          | Total     | +/−       |  |  |
| | Movimiento Regional Obras + Obras (Obras + Obras) | 117,971      | 45.26        | Nuevo        | 9         | +9        |  |  |
| | Partido Aprista Peruano (APRA)                    | 50,098       | 19.22        | –7.98        | 3         | –6        |  |  |
| | Unidad Nacional (UN)                              | 26,697       | 10.24        | +2.93        | 2         | +1        |  |  |
| | Partido Nacionalista Peruano (PNP)                | 16,763       | 6.43         | Nuevo        | 1         | +1        |  |  |
| | Movimiento de Desarrollo Local (MODELO)           | 11,667       | 4.48         | Nuevo        | 0         | ±0        |  |  |
| | Alianza para el Progreso (APP)                    | 11,326       | 4.35         | –14.21       | 0         | –2        |  |  |
| | Unión por el Perú (UPP)1                          | 11,203       | 4.30         | +3.75        | 0         | ±0        |  |  |
| | Somos Perú (SP)                                   | 8,959        | 3.44         | –3.77        | 0         | ±0        |  |  |
| | Acción Popular (AP)                               | 3,095        | 1.19         | –5.86        | 0         | ±0        |  |  |
| | Agrupación Independiente Sí Cumple (Sí Cumple)    | 2,864        | 1.10         | Nuevo        | 0         | ±0        |  |  |
| |                                                   |              |              |              |           |           |  |  |
| Total | Total                                             | 260,643      |              |              | 15        | ±0        |  |  |
| |                                                   |              |              |              |           |           |  |  |
| Votos válidos | Votos válidos                                     | 260,643      | 77.11        | +1.96        |           |           |  |  |
| Votos en blanco | Votos en blanco                                   | 53,921       | 15.95        | –2.66        |           |           |  |  |
| Votos nulos | Votos nulos                                       | 23,442       | 6.94         | +0.70        |           |           |  |  |
| Votos emitidos | Votos emitidos                                    | 338,006      | 88.62        | +1.83        |           |           |  |  |
| Abstenciones | Abstenciones                                      | 43,409       | 11.38        | –1.83        |           |           |  |  |
| Votantes registrados | Votantes registrados                              | 381,415      |              |              |           |           |  |  |
| |                                                   |              |              |              |           |           |  |  |
| Fuente: |                                                   |              |              |              |           |           |  |  |
| Notas al pie: 1 Comparado con los resultados de Agrupación Independiente Unión por el Perú – Frente Amplio (UPP) en las elecciones de 2002. |                                                   |              |              |              |           |           |  |  |
| Notas al pie: |                                                   |              |              |              |           |           |  |  |
| 1 Comparado con los resultados de Agrupación Independiente Unión por el Perú – Frente Amplio (UPP) en las elecciones de 2002.               |                                                   |              |              |              |           |           |  |  |

## Elecciones municipales distritales

### Resultados por distrito
La siguiente tabla enumera el control de los distritos de la provincia de Piura. El cambio de mando de una organización política se resalta del color de ese partido.
| Distrito     | Alcalde(sa) titular        | Partido político | Partido político         | Alcalde(sa) electo(a)    | Partido político | Partido político               |
| ------------ | -------------------------- | ---------------- | ------------------------ | ------------------------ | ---------------- | ------------------------------ |
| Castilla     | Alfredo García Frías       |                  | Partido Aprista Peruano  | Ricardo Whacheng Morales |                  | Obras + Obras                  |
| Catacaos     | Manuel Sandoval Valdiviezo |                  | Participación Vecinal    | José More López          |                  | Siempre Catacaos               |
| Cura Mori    | Carlos Apaestegui Gómez    |                  | Partido Aprista Peruano  | Macario Silva Vilchez    |                  | Partido Aprista Peruano        |
| El Tallán    | Leonardo Macalupú Zapata   |                  | Fuerza Democrática       | Leonardo Macalupú Zapata |                  | Obras + Obras                  |
| La Arena     | Emeterio Macalupú Sernaqué |                  | Partido Aprista Peruano  | Venancio Risco Juárez    |                  | Unidad Nacional                |
| La Unión     | Julio Chunga Ortiz         |                  | Alianza para el Progreso | Félix Anton Martínez     |                  | Obras + Obras                  |
| Las Lomas    | Segundo Castillo Delgado   |                  | Unidad Nacional          | Cristhiam Vences Vegas   |                  | Obras + Obras                  |
| Tambo Grande | Francisco Ojeda Riofrío    |                  | AGRO SÍ                  | Segundo Moreno Pacherres |                  | Unidos Pueblo Agro Tambogrande |